# Військова Академія Карлберг

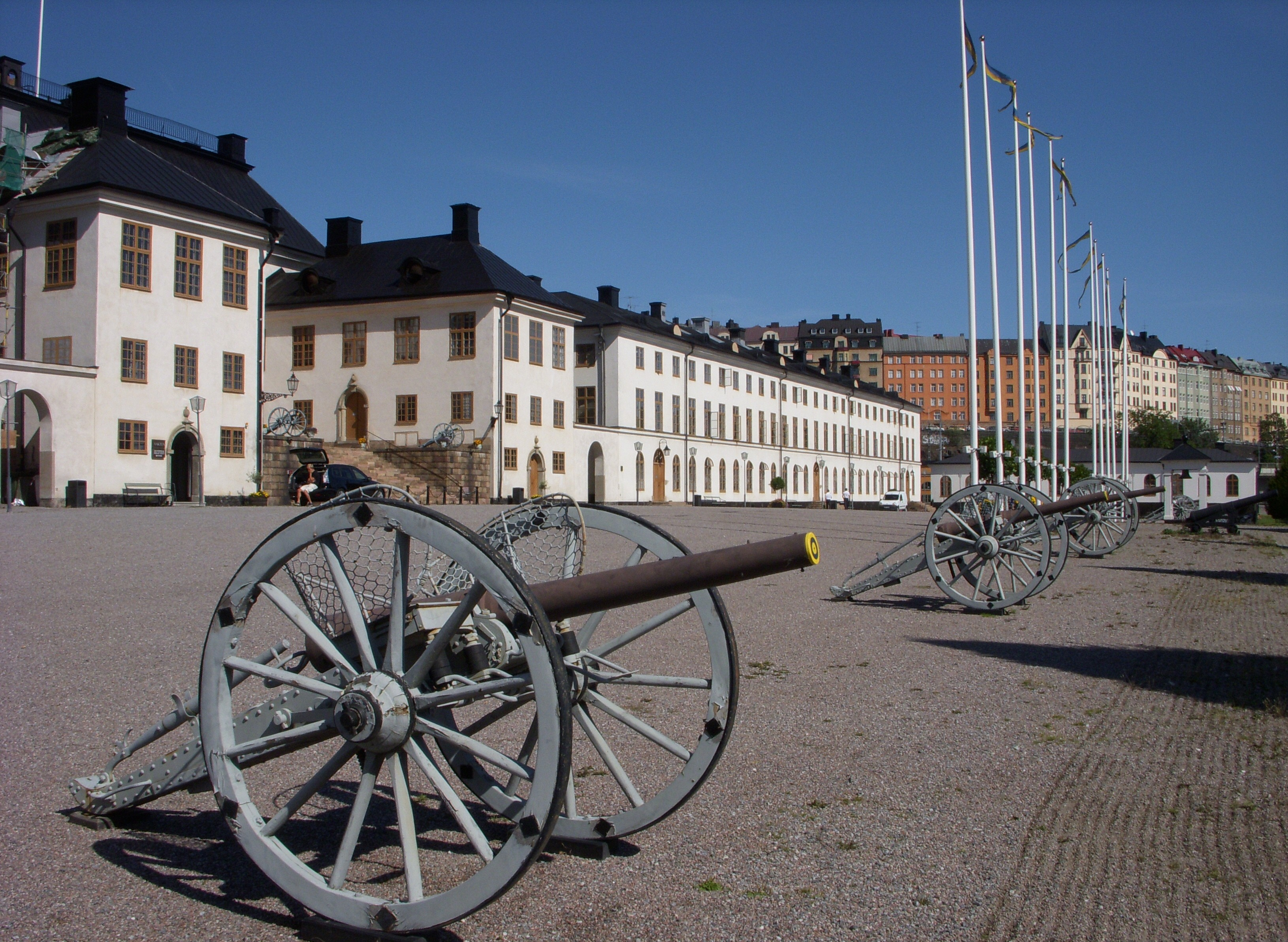
Замок Карлбергу (2009 р.)

Військова Академія Карлберг (швед. Militärhögskolan Karlberg) — шведський військовий вищий навчальний заклад, з часу свого заснування в 1792 р. розташований в палаці Карлберг північніше центру м. Стокгольма. У цій академії проходять курс трирічної підготовки кадети. Офіцери прагнуть стати лейтенантами на флоті, в армії або капітанами шведських ВПС.
Попри військовий характер закладу, парк і сам палац Карлберг являють собою історичну цінність і відкриті для відвідин.
У парку Карлберг розташована «могила Помпе», улюбленого пса короля Карла XII, розбитого під Полтавою.
Також у цьому парку є пам'ятник Георгу Карлу фон Добельну, одному з ключових генералів Російсько-шведської війни 1808–1809 рр., в якій Швеція втратила Фінляндію на користь Росії.

## Історія
- Після смерті короля Густава III в 1792 р. під час формування дана академія зайняла колишню літню королівську резиденцію, палац Карлберг, де перші офіцери розпочали заняття у листопаді того ж року.
- Під час регентства Густава IV Адольфа академія була розширена.
- До 1867 р. кадети для флоту і армії навчалися разом, після чого вони були розділені,
- в 1999 р. знову вони об'єднані в Карлберг, а
- в 2003 р. до них також приєдналися офіцери шведських ВПС.
- У 2007 р. в академії працювало 150 осіб, які щорічно випускали близько 300 офіцерів.